# NCT ZONE
『NCT ZONE』（エヌシーティー・ゾーン）は、テイクワンカンパニーが提供するスマートフォンゲーム。韓国のアイドルグループ・NCTの公式ゲーム。

## ストーリー
アルバム発売、コンサート、写真撮影といった毎日の忙しいスケジュールをこなして活動するアイドル・NCT。無限の世界であるKWANGYA（クァンヤ）の中に存在する夢の街「NEOZONE」では、NCTが眠っている間に様々なストーリーを持つ「夢」が繰り広げられる。
夢の街「NEOZONE」に住むNCTキッズとエージェントNCTはアイドル・NCTの夢を管理し、街の平和を守っていたが、原因不明の異常現象により「NEOZONE」が爆発してしまう。
夢の街「NEOZONE」を再建するため、KWANGYAに存在する悪夢をNCTメンバーと共に浄化するというストーリー。

## ゲームシステム
ジャンルは「シネマティックアドベンチャーゲーム」。パズルゲームと都市経営のソーシャルネットワークゲーム要素を含み、本作のためにさまざまなコンセプトで撮り下ろされたNCTメンバーの実写映像や写真が登場する。

### パズルゲーム
パズルゲームはNCTメンバーのカードを使用しており、ステージクリアによってストーリーを収集することができる。NCTメンバーの姿が描かれたカードを使用してKWANGYAに広がる悪夢を撃退するというシステム。

### ソーシャルネットワークゲーム
NCTメンバーの姿をSDキャラクターで表現したNCT CCOMAZと一緒に建物を建設し、資源を生産して、アイテムを獲得する。また、親密度システムを通じた自分だけのNCTメンバーとの対話を行うことができ、プレイヤーの好みに応じて多彩に飾ることができるコンテンツである。

## 登場人物

### エージェントNCT
ジャニー（コードネーム：HOT GUY）
コードナンバー：(J)29
ポジティブなエネルギーでNEOZONEのみんなを元気づけている。
テヨン（コードネーム：TYONG）
コードナンバー：(T)00
カリスマ性とリーダーシップを兼ね揃えたエージェント。水槽の中に住む友達と話すことで癒しを得ている。
ユウタ（コードネーム：CHERRY）
コードナンバー：(Y)07
サッカーが上手いスポーツマンエージェント。高い山に登ることが好き。
クン（コードネーム：NUO）
コードナンバー：(K)11
空とマジックが好きなエージェント。自分で飛行機を操縦してNEOZONEの美しい景色を眺めるのが好き。
ドヨン（コードネーム：DDOING）
コードナンバー：(D)26
NEOZONEのみんなを気遣ってくれるしっかり者のエージェント。
テン（コードネーム：TENNY）
コードナンバー：(T)10
NEOZONEのアーティストエージェント。
ジェヒョン（コードネーム：JAMAL）
コードナンバー：(J)77
ゆっくりとした喋り方と動きが印象的なNEOZONEの最高峰エージェント。
ウィンウィン（コードネーム：ウィン）
コードナンバー：(W)07
魔性の魅力いっぱいのエージェント。NEOZONEには「ウィンウィンサラン団」が存在するという。
ジョンウ（コードネーム：SUGARINGCANDY）
コードナンバー：(J)05
NEOZONEのワンちゃんエージェント。NEOZONEのみんなと美味しいものを食べるのが好き。
マーク（コードネーム：ALIEN）
コードナンバー：(M)02-100
誠実な性格のエージェント。NEOZONE菜園でスイカを育てている。
シャオジュン（コードネーム：JUNJUN）
コードナンバー：(X)08
落ち着いているが情熱的な性格のエージェント。好みが独特でNEOZONEのみんなを驚かせている。
ヘンドリー（コードネーム：PRINCE）
コードナンバー：(H)44
エネルギーいっぱいのイタズラっ子エージェント。
ロンジュン（コードネーム：SOON-SO）
コードナンバー：(R)07
好奇心旺盛で感受性が豊かなエージェント。絵を描いたり、いろんな想像を働かせるのが好き。
ジェノ（コードネーム：SAMOYED）
コードナンバー：(J)23
穏やかな眼差しと強力なパワーが魅力のエージェント。ミッションがないオフの日は一日中家にいるインドア派である。
ヘチャン（コードネーム：FULLSUN）
コードナンバー：(H)66-58
太陽のような明るい性格のムードメーカーエージェント。
ジェミン（コードネーム：NANA）
コードナンバー：(J)42
優しい性格と愛嬌が魅力的なエージェント。
ヤンヤン（コードネーム：OO）
コードナンバー：(Y)00-22
おしゃれが大好きなエージェント。KWANGYAでもミッションでもおしゃれに手を抜かない。
チョンロ（コードネーム：KING HEAD）
コードナンバー：(C)30
天真爛漫だが大人っぽいところもあるエージェント。コミュニケーション能力が高く誰とでも友達になることができ、名言製造機でもある。
チソン（コードネーム：ANDY）
コードナンバー：(J)14
宇宙が大好きなエージェント。KWANGYAに宇宙人が住んでいるか気になっている。
シオン（コードネーム：OCEAN）
コードナンバー：(S)01
笑顔の絶えない王子様エージェント。おちゃめな性格でありながらも頼れるリーダーとしての一面を持っているため、彼の周りにはいつも自然とメンバーたちが集まってくる。
リク（コードネーム：KURI）
コードナンバー：(R)03
生まれながらの才能と自信を備えたエージェント。どんなミッションも粘り強く乗り越え、見事にやり遂げる万能プレイヤー。
ユウシ（コードネーム：DANCING-NEKO）
コードナンバー：(Y)45
穏やかでユーモアのセンスを持つエージェント。
ジェヒ（コードネーム：DAENG）
コードナンバー：(J)13
優しくて人懐っこいワンちゃんのようなエージェント。厳しいミッションの中でも、いつも明るい笑顔で歌を口ずさみ、周りに元気を与えている。
リョウ（コードネーム：RYOTESE）
コードナンバー：(R)21
活発でエネルギッシュなエージェント。
サクヤ（コードネーム：SAKUPANG）
コードナンバー：(S)39
思い出を何よりも大切にする純粋なエージェント。

## 用語

### ストーリー内用語
KWANGYA（クァンヤ）
無限の世界。ハングルでは「광야」で、「荒野」という意味。
NEOZONE
夢の街。NCTキッズとエージェントNCTが住む。

### ゲーム・イベント関連用語
推し
自分の推しメンを選んで、一緒にNCT ZONEに旅に出ることができる。
メンバールーム
推しと交流することができる空間。
CCOMAZ
NCTメンバーをSDキャラクターで表現した姿。
夢中夢
NCT ZONEでだけ見ることができる神秘的なメンバーたちの夢の中の世界。夢の中ではメンバーの様々なエピソードに出会うことができる。
夢中夢ストーリー
メンバーとプレイヤーが力を合わせて作ることで完成するエピソード。
チャプターストーリー
エージェントNCTが活躍するエピソード。

## サウンドトラック

### トラックリスト
1. Do It（Let's Play） [3:24]
  - 作詞 ：김민지 (Jam Factory)
  - 作曲 ：Mike Daley, Benjmn, Mitchell Owens
  - 編曲 ：Mike Daley, Benjmn, Mitchell Owens
  - 参加メンバー ：ジョンウ、シャオジュン、ジェノ、ヤンヤン、チョンロ

リズミカルなメロディーにNCT Uのパワフルなボーカルが調和し、活気に満ちたポジティブなエネルギーを感じることができるポップナンバー[5]。
2. Do It (Let’s Play) (Inst.) [3:24]